# Добров, Александр Иванович
Александр Иванович Добров (1871—?) — русский военный деятель, генерал-лейтенант (1916). Герой Первой мировой и Русско-японской войны.

## Биография
В 1889 году получил образование в Новгородском реальном училище и вступил в службу. В 1890 году после окончания Михайловское артиллерийское училища произведён в подпоручики и определён в 22-ю артиллерийскую бригаду. В 1894 году произведён  в поручики.
С 1897 года после окончания Михайловской артиллерийской академии по I разряду, за отличие в науках произведён в штабс-капитаны и переименован в подпоручики гвардии. В 1899 году произведён в штабс-капитаны гвардии и переименован в капитаны. В 1903 году после окончания Офицерской артиллерийской школы произведён в подполковники.

С 1904 года участник Русско-японской войны, командир 1-й батареей 7-го Сибирского стрелкового артиллерийского дивизиона. 24 октября 1904 года «за храбрость» в этой компании орденом Святого Георгия 4-й степени:
За отличия в делах против японцев в Порт-Артуре
В 1905 году «за боевые отличия» произведён в полковники. С 1907 года командир 1-го дивизиона 4-й Сибирской стрелковой артиллерийской бригады. С 1908 года командир 1-го дивизиона 38-й артиллерийской бригады. В 1912 году произведён в генерал-майоры и назначен командиром 37-й артиллерийской бригады.

С 1914 года участник Первой мировой войны, во главе 37-й артиллерийской бригады.   1 июня 1915 года «за храбрость» был награждён  Георгиевским оружием:
За то, что управляя батареями своей бригады и находясь неоднократно под действительным огнем противника в 8-дневном бою, с 9 по 17 октября 1914 года, за переправу через реку Вислу, огнем своих батарей нанес неприятелю большие потери и тем оказал значительное влияние на успех переправы, способствуя дальнейшему наступлению
 В 1916 году произведён в генерал-лейтенанты, инспектор артиллерии 39-го армейского корпуса. В 1917 году в отставке.

## Награды
- Орден Святого Георгия 4-й степени (ВП 24.10.1904)
- Орден Святого Станислава 2-й степени с мечами (1905)
- Орден Святой Анны 2-й степени с мечами (1905)
- Орден Святого Владимира 3-й степени (1913; Мечи к ордену — ВП 12.01.1915)
- Орден Святого Станислава 1-й степени с мечами (ВП 06.01.1915)
- Георгиевское оружие (ВП 01.06.1915)
- Орден Святой Анны 1-й степени с мечами (ВП 10.12.1916)